# Грујо Новаковић
Грујо Новаковић (Соколац, 23. април 1913 — Београд, 6. октобар 1975) био је правник, учесник Народноослободилачке борбе, друштвено-политички радник СФР Југославије и СР Босне и Херцеговине и народни херој Југославије.

## Биографија
Рођен је 23. априла 1913. у Сокоцу, у чиновничкој породици. Гимназију је похађао у Фочи, Босанској Градишки, Сарајеву и Бањалуци, а право је студирао на Београдском универзитету, где је и дипломирао. Још у вишим разредима гимназије укључио се у револуционарни омладински покрет и учествовао у ђачким штрајковима и сукобима с франковцима у бањалучкој гимназији, а непосредно после матуре и у демонстрацијама против Владе Богољуба Јефтића. Године 1933. постао је члан Савеза комунистичке омладине Југославије (СКОЈ). Од тада је активно радио на организовању шумарских радника на Романији и око Хан Пијеска. У време студија у Београду још се више активирао у раду са студентском омладином. Као члан Земљорадничког клуба, ушао је у Уједињену студентску омладину. Члан Комунистичке партије Југославије (КПЈ) постао је 1936. и учествовао у многим акцијама и демонстрацијама КПЈ на Београдском универзитету. Зато је два пута био хапшен и држан у полицијском затвору.

### Народноослободилачки рат
Напад Сила осовине априла 1941. затекао га је у Југословенској војсци, на одслужењу војног рока, а након капитулације успео је избегне заробљавање и врати се у родно место. Одмах по повратку, преузео је руковођење партијском организацијом на Романији и Гласинцу и био један од организатора устанка на Романији. Од почетка оружане борбе учествовао је у свим борбама на Романији. Као искусан политички радник и истакнут борац у Романијском партизанском одреду, одмах после ослобођења Сокоца био је постављен за команданта Команде места, а убрзо је изабран и за првог председника Народноослободилачког одбора у Сокоцу. После формирања Окружног комитета КПЈ за Романију, постао је његов члан.
Јануару 1942. постављен је за политичког комесара Романијског партизанског одреда. У лето 1942. изабран је за секретара Окружног комитета КПЈ за Романију и на тој функцији остао је до почетка 1944, када је именован за политичког комесара 20. романијске ударне бригаде. Био је већник ЗАВНОБиХ-а и заменик већника АВНОЈ-а. Крајем 1944. изабран је у Извршни одбор Обласног Народноослободилачког одбора за источну Босну, где је радио на организовању народне власти у том делу Босне и Херцеговине. При завршетку рата изабран је за председника Окружног народног одбора за Сарајево.

### Послератна каријера
Након рата, обављао је низ одговорних функција: 
- члан Окружног комитета КПЈ за Сарајево
- председник Окружног народног одбора Сарајева
- помоћник генералног секретара Владе ФНРЈ
- председник Комисије државне контроле БиХ
- секретар Обласног комитета КПЈ за Сарајево
- секретар Извршног већа Народне скупштине Босне и Херцеговине
- секретар Градског комитета Савеза комуниста Сарајева
- генерални секретар у Државном секретаријату за иностране послове
- члан Извршног комитета Централног комитета Савеза комуниста Босне и Херцеговине
- посланик у више сазива Савезне и Републичке скупштине
- члан Извршног већа Скупштине СР Босне и Херцеговине, од 1964. до 1969.
- члан и председник Централне ревизионе комисије Савеза комуниста Југославије, биран на Шестом конгресу 1952.
- члан Централног комитета Савеза комуниста Југославије, биран на Седмом конгресу 1958.
- члан Контролне комисије Савеза комуниста Југославије, биран на Осмом конгресу 1964.
- председник Статутарне комисије СКЈ од Деветог конгреса СКЈ 1969.
- члана Савета федерације

За свој активан друштвено-политички рад добио је 1974. Награду ЗАВНОБиХ-а.
Умро је 6. октобра 1975. године у Београду  и сахрањен је у Алеји народних хероја на Новом гробљу.
Носилац је Партизанске споменице 1941. и других југословенских одликовања. Орденом народног хероја одликован је 27. новембра 1953. године.